# Frank Darabont
Darabont Ferenc (Montbéliard, Francuska, 28. siječnja 1959.), bolje poznat kao Frank Darabont (poznat i kao Ardeth Bey) je mađarsko-američki redatelj, scenarist i filmski producent koji je bio nominiran za tri Oscara i jedan Zlatni globus. On je režiser filmovima Iskupljenje u Shawshanku, Zelena milja i Magla, koji se temelje na pričama Stephena Kinga. Godine 2010. je razvio i stvorio televizijsku seriju Živi mrtvaci za televizijsku kuću AMC. Godine 2012. započeo je raditi na novom projektu L.A. Noir.

## Raniji život
Frank Darabont je rođen kao Darabont Ferenc, 28. siječnja 1959. u izbjegličkom kampu u Montbéliardu, Francuskoj. Njegovi roditelji su napustili Mađarsku nakon revolucije. Dok je još bio dijete, njegova obitelj se preselila u Chicago, Illinois. Kada je Darabont napunio pet godina, njegova obitelj preselila se u Los Angeles, Kaliforniju.

## Filmografija
- The Woman in the Room (1983.)
- Strava u ulici Brijestova 3: Ratnici Snova (1987.)
- The Blob (1988.)
- Muha 2 (1989.)
- Buried Alive (1990.)
- Iskupljenje u Shawshanku (1994.)
- Frankenstein (1994.)
- Zelena milja (1999.)
- Majestic (2001.)
- Magla (2007.)
- Živi mrtvaci (2010.)
- L.A. Noir (2012.)

## Vanjske poveznice
- Frank Darabont na Allmovieu
- Frank Darabont na Internet Movie Databaseu
- Frank Darabont na Rotten Tomatoesu